# 松代バイパス
松代バイパス（まつしろバイパス）は、長野県長野市松代町中心部の外縁に建設されたバイパス道路。
この名称で呼ばれるバイパス道路は、国道403号のものと、長野県道35号長野真田線のものがある。

## 概要
松代地区は、信濃国で最大の石高を有した松代藩の城下町ながら、近代に入って政治経済の中心から外れたこともあり当時の街並みがよく保存されている。通過する幹線道路も当時の街道に由来するものがほとんどで、狭隘で屈折が多い状況だった。
ところが1993年（平成5年）に上信越自動車道が開通した際、長野市の玄関口となる長野インターチェンジが地区北部に置かれたことで、周辺の道路整備が進展する。1992年（平成4年）に松代大橋が架けられ長野市街地と4車線道路で結ばれるとともに、1998年（平成10年）には地区中心部を北側に迂回する長野県道385号松代篠ノ井線の松代バイパスが開通（のち、2013年（平成25年）に国道403号に指定）。また、2022年（令和4年）には地区中心部を東側に迂回する長野県道35号長野真田線の松代バイパスが開通し、城下町の中心部からの通過交通の排除が図られた。

## 国道403号松代バイパス
上信越自動車道に並行して、松代地区中心部の北側を北東から南西に通過する。長野県道385号松代篠ノ井線のバイパスとして1998年（平成10年）に開通したが、 2013年（平成25年）1月28日に国道403号に指定された（重複区間）。
従来谷街道の道筋が指定されていた国道403号は、松代地区で3か所の屈折が続き、また歩道もほぼ整備されていなかったが、本バイパスによりほぼ直線かつ広幅員で松代地区を通過できるようになった。
途中には上信越自動車道松代パーキングエリアがあり、本路線側にも一般道駐車場が設けられているため、施設を利用できる。

### 路線データ
- 起点 - 長野県長野市松代町西寺尾（上高相交差点）
- 終点 - 長野県長野市松代町清野（中道島交差点）
- 延長 - 1,843m
- 幅員 - 13〜29.5m（2車線・片側歩道）

### 主要構造物
（出典）
- 西寺尾新橋（長野市松代町西寺尾）
  - 全長 - 44.0m
  - 幅員 - 13.0m
  - 構造 - 単純支持5主桁橋

神田川（旧流路）に架かる橋梁。
- 海津橋（長野市松代町東寺尾）
  - 全長 - 45.0m
  - 幅員 - 13.0m
  - 構造 - 単純支持5主桁橋

新神田川に架かる橋梁。

### 交差・接続する道路
↑ 国道403号現道
- 上高相交差点（長野市松代町西寺尾）
  - 長野県道35号長野真田線（現道）
- 中道島交差点（長野市松代町清野）
  - 長野市道（谷街道＝国道403号旧道）

↓ 国道403号現道

### 沿道
- ツルヤ 松代店
- 松代城北駐車場
- 上信越自動車道 松代パーキングエリア

## 長野県道35号長野真田線松代バイパス
松代地区中心部の東側を南北に通過する。長野県道35号長野真田線のバイパスとして、2018年（平成30年）3月に東条小学校西交差点 - 皆神台西交差点間（L=1.1 km）が先行開通。残る区間（長野インター南交差点 - 東条小学校西交差点間（L=1.8 km））も2022年（令和4年）3月20日に開通し、全線供用となった。
本バイパスの南半分は、天井川であったため1996年（平成8年）に200〜500mほど東に流路が変更された蛭川（旧関屋川）の廃川敷を転用している。本バイパスは2008年度（平成20年度）に着工したが、軟弱地盤地域であることに加え、令和元年東日本台風により周辺一帯が水没するなどしたことから、完成まで13年の月日を要した。

### 路線データ
- 起点 - 長野県長野市松代町西寺尾（長野インター南交差点）
- 終点 - 長野県長野市松代町東条（皆神台西交差点）
- 延長 - 2,878m
- 幅員
  - 長野インター南交差点 - 城北団地北交差点：30.5m（4車線、両側自転車道・歩道）
  - 城北団地北交差点 - 皆神台西交差点：16.0m（2車線、両側自転車道・歩道）

### 交差・接続する道路
↑ 長野県道35号長野真田線現道
- 長野インター南交差点（長野市松代町西寺尾）
  - 国道403号・長野県道35号長野真田線現道（重複区間）
- 東寺尾交差点（長野市松代町東寺尾）
  - 長野市道（谷街道）
- 皆神台西交差点（長野市松代町東条）

↓ 長野県道35号長野真田線現道

### 沿道
- Royal Hotel 長野
- 松代温泉
- 真田山 長国寺
- 長野県松代高等学校
- 長野県警察学校
- 長野県警察機動センター
  - 機動隊
  - 交通機動隊